# Resolució 1737 del Consell de Seguretat de les Nacions Unides
La Resolució 1737 del Consell de Seguretat de les Nacions Unides fou adoptada per unanimitat el 23 de desembre de 2006.
La resolució, patrocinada per França, Alemanya i Regne Unit, va imposar sancions contra l'Iran per no haver aturat el seu programa d'enriquiment d'urani després de la Resolució 1696. Prohibia el subministrament de tecnologia i materials relacionats amb l'energia nuclear i congelava els actius de les persones i empreses clau relacionades amb el programa d'enriquiment. Va tenir lloc dos mesos després de la creació d'un projecte de resolució, que va ser modificat diverses vegades després d'objeccions de Rússia i la Xina. Aquestes objeccions van ser evidents, ja que va fer una crida d'última hora del president de la Federació de Rússia, Vladímir Putin, al President dels Estats Units George W. Bush per finalitzar la votació.
La resolució es va produir després que Iran rebutgés els incentius econòmics plantejats pels cinc membres permanents del Consell de Seguretat, més Alemanya perquè l'Iran aturés el seu programa d'enriquiment nuclear.

## Resum de resolució
La resolució, promulgada en virtut del Capítol VII de la Carta de les Nacions Unides, requereix que l'Iran suspengui determinades "activitats nuclears sensibles a la proliferació." Imposa diverses prohibicions a tots els estats respecte a les activitats nuclears de l'Iran. El Consell de Seguretat també va imposar una congelació dels actius que recolzessin o s'associessin a les activitats de proliferació nuclear de l'Iran i establissin un comitè (conegut com el Comitè de 1737) per vigilar-ne la implementació. També va proporcionar un termini perquè Iran compleixi amb la resolució. Les sancions s'aixecarien si Iran suspenia les "activitats sospitoses" en un termini de 60 dies a la satisfacció de l'Agència Internacional de l'Energia Atòmica.

## Resposta iraniana
Iran va respondre condemnant la resolució i criticant al Consell de Seguretat. Mohammad Ali Hosseini, portaveu del Ministeri d'Afers Exteriors de lIran, va dir que la resolució "no pot afectar ni limitar les activitats nuclears pacífiques de l'Iran, sinó que desacreditarà les decisions del Consell de Seguretat, el poder del qual s'està deteriorant." Donat que la resolució es troba sota l'Article 41 del Capítol 7 de la Carta de les Nacions Unides, no es pot fer efectiva mitjançant l'ús de mitjans militars.
L'ambaixador iranià a la U.N, Mohammad Javad Zarif, també va respondre a la resolució: «Una nació està castigada per l'exercici dels seus drets inalienables», acusant al consell d'actuar davant del «requeriment d'un perillós règim d'agressió i crims de guerra com la seva marca de comportament», referint-se a Israel, el primer ministre del qual, Ehud Olmert, va presumir que havia adoptat mesures per a la desambiguació del seu sospitat arsenal nuclear.
En reacció a la resolució, el president iranià, Mahmoud Ahmadinejad, va declarar: "Ho sento pels que van perdre l'oportunitat d'amistat amb la nació de l'Iran. Vostè mateix sap que no pot fer malbé la nació de l'Iran". Hosseini, el portaveu del Ministeri d'Afers Exteriors, va prometre que la relació de l'Iran amb el control nuclear de les Nacions Unides canviaria.

## Llista de persones i entitats amb actius congelats
La resolució llista els següents individus i organitzacions en un annex, com la llista inicial de persones i organitzacions els actius dels quals es demana que es congelin:

### Programa nuclear
| Organitzacions - Organització d'Energia Atòmica de l'Iran - Mesbah Energy Company - Kala-Electric - Pars Trash Company - Tècnica Farayand - Organització de les Indústries de Defensa - 7th of Tir |

### Programa de míssils balístics
| Organitzacions - Grup Industrial Shahid Hemmat - Grup Industrial Shahid Bagheri - Grup Industrial Fajr |

A més d'aquests, el General de Divisió, Yahya Rahim Safavi, comandant en cap dels Exèrcit dels guàrdies de la revolució islàmica, apareix en un grup separat i es diu que està involucrat en els dos programes de míssils nuclears i balístics.

## Venda de míssils russos
Després de la resolució, Rússia va vendre un nombre no especificat de míssils terra-aire del tipus Tor-M1 a l'Iran.

## Implementació
Al setembre de 2012, Bahrain i els Emirats Àrabs Units van confiscar diversos equips dirigits a l'Iran que possiblement havien estat sol·licitats per al programa nuclear iranià, incloent-hi fibra de carboni, que segons els experts seria vital si Iran volgués desenvolupar tecnologia d'enriquiment nuclear més avançada. A més, els diplomàtics van dir que els Emirats Àrabs Units van informar a la Comissió del 1737 que els Emirats Àrabs Units havien interceptat equips sospitosos dirigits a l'Iran unes 15 vegades en tres anys.

## Terminació
Les disposicions de la Resolució 1737 van ser rescindides per la Resolució 2231 vigent en el Dia d'Aplicació del Pla d'Acció Conjunt, el 16 de gener de 2016.